# Möklinta socken
Möklinta socken i Västmanland ingick i Övertjurbo härad, ingår sedan 1971 i Sala kommun och motsvarar från 2016 Möklinta distrikt.
Socknens areal är 269,92 kvadratkilometer, varav 253,57 land. År 2000 fanns här 1 280 invånare. Tätorten och kyrkbyn Möklinta med sockenkyrkan Möklinta kyrka ligger i socknen. 

## Administrativ historik
Möklinta socken har medeltida ursprung. 
Vid kommunreformen 1862 övergick socknens ansvar för de kyrkliga frågorna till Möklinta församling och för de borgerliga frågorna till Möklinta landskommun. Landskommunen uppgick 1971 i Sala kommun.
1 januari 2016 inrättades distriktet Möklinta, med samma omfattning som församlingen hade 1999/2000.  
Socknen har tillhört fögderier, tingslag och domsagor enligt vad som beskrivs i artikeln Övertjurbo härad. De indelta soldaterna tillhörde Västmanlands regemente, Väsby kompani och Livregementets grenadjärkår, Östra Västmanlands kompani.

## Geografi
Möklinta socken ligger norr om Sala kring Enköpingsåsen och Kilaån med Dalälven som gräns i norr och sjön Hallaren i söder.i sydost. Socknen har odlingsbygd vid vattendragen och sjöarna och är i övrigt en moss- och sjörik kuperad skogsbygd.
Socknen gränsar i norr till Dalälven och By socken. Där finns en gammal färjeled, där Hovnäs färja går över Dalälven. Dalfolkets vandringsväg Dalkarlsvägen mellan Dalarna och Stockholm, använd redan på 1500-talet, passerade här Möklinta. I öster finns sjösystemet Hallaren och Tinäset. Nora socken gränsar mot Möklinta i nordost. I sydost ligger Enåkers socken.

## Fornlämningar
Lösfynd och ungefär 15 boplatser från stenåldern är funna. Från järnåldern finns tre gravfält och två runristningar.

I Möklinta har man hittat 68 romerska mynt från tidigast 161 e.kr.

## Namnet
Namnet (1339 Myclittum) innehåller i efterleden plural av löt, 'betesmark'. Förleden innehåller troligen ett äldre namn på Storsjön vid kyrkan, Mykle bildat av mykil, 'stor'. Namnet skulle då syfta på sluttningarna mot Storsjön vid kyrkan.

## Befolkningsutveckling
| Befolkningsutvecklingen i Möklinta socken 1750–1990                                                     | Befolkningsutvecklingen i Möklinta socken 1750–1990 | Befolkningsutvecklingen i Möklinta socken 1750–1990 | Befolkningsutvecklingen i Möklinta socken 1750–1990 | Befolkningsutvecklingen i Möklinta socken 1750–1990 |
| --- | --------------------------------------------------- | --------------------------------------------------- | --------------------------------------------------- | --------------------------------------------------- |
| |                                                     |                                                     |                                                     |                                                     |
| År |                                                     |                                                     | Folkmängd                                           |                                                     |
| 1750 | 1750                                                |                                                     | 1 516                                               |                                                     |
| 1760 | 1760                                                |                                                     | 1 556                                               |                                                     |
| 1769 | 1769                                                |                                                     | 1 508                                               |                                                     |
| 1780 | 1780                                                |                                                     | 1 541                                               |                                                     |
| 1790 | 1790                                                |                                                     | 1 592                                               |                                                     |
| 1800 | 1800                                                |                                                     | 1 705                                               |                                                     |
| 1810 | 1810                                                |                                                     | 1 643                                               |                                                     |
| 1820 | 1820                                                |                                                     | 1 745                                               |                                                     |
| 1830 | 1830                                                |                                                     | 1 933                                               |                                                     |
| 1840 | 1840                                                |                                                     | 1 991                                               |                                                     |
| 1850 | 1850                                                |                                                     | 2 206                                               |                                                     |
| 1860 | 1860                                                |                                                     | 2 278                                               |                                                     |
| 1870 | 1870                                                |                                                     | 2 478                                               |                                                     |
| 1880 | 1880                                                |                                                     | 2 828                                               |                                                     |
| 1890 | 1890                                                |                                                     | 2 774                                               |                                                     |
| 1900 | 1900                                                |                                                     | 2 638                                               |                                                     |
| 1910 | 1910                                                |                                                     | 2 649                                               |                                                     |
| 1920 | 1920                                                |                                                     | 2 763                                               |                                                     |
| 1930 | 1930                                                |                                                     | 2 684                                               |                                                     |
| 1940 | 1940                                                |                                                     | 2 456                                               |                                                     |
| 1950 | 1950                                                |                                                     | 2 090                                               |                                                     |
| 1960 | 1960                                                |                                                     | 1 840                                               |                                                     |
| 1970 | 1970                                                |                                                     | 1 415                                               |                                                     |
| 1980 | 1980                                                |                                                     | 1 308                                               |                                                     |
| 1990 | 1990                                                |                                                     | 1 357                                               |                                                     |
| Anm: Källor: Umeå universitet - Tabellverket 1749-1859, Demografiska databasen, CEDAR, Umeå universitet |                                                     |                                                     |                                                     |                                                     |